# Monti Galdon
Montiel Galdon i Arrué, coneguda pel nom artístic Monti Galdon   (Mataró, 8 de maig de 1969), amb què signa les composicions, és una compositora de sardanes i música per a cobla, flabiolaire, psicòloga i musicòloga catalana.

## Biografia
Galdon es va traslladar a 8 anys des de la seva Mataró natal a Santa Coloma de Farners, on el 1981, amb 11 anys, va ingressar i esdevenir membre fundadora de la cobla La Flama de Farners, on hi va tocar el flabiol fins al 1984, moment en què la va substituir Salvador Coll. Posteriorment, a principis dels anys 90, va exercir el càrrec de directora de l'Escola Municipal de Música de la mateixa localitat. Es va llicenciar en psicologia a la Universitat Autònoma de Barcelona el 1992 i posteriorment va fer de professora de música a Maó. L'any 2003 es va doctorar en Història de l'Art amb la tesi La música a la catedral de Girona en la primera meitat del segle.
Posteriorment, va mudar-se a Calonge i el 2008 va esdevenir directora de la coral i professora de l'IES Sant Elm de Sant Feliu de Guíxols, municipi en què també va passar a dirigir la Coral Cypsella del Centre Excursionista Montclar.

## Obres

### Coral i música per a cobla
- Aigua de llana, obra lliure per a coral[1]
- Preludi i fuga (1993), obra lliure per a cobla, enregistrada per la Flama de Farners en el D.C. 15 anys d'il·lusió (Sabadell: PICAP, 1996 ref. CD 80 0039-02)[1]

### Sardanes
- Al meu mestre, dedicada a Josep Carbó[1]
- Aplec d'aplecs a Sant Celoni (2002)
- El cavaller de Girona (1996), enregistrada per la cobla Ciutat de Girona en el D.C. La sardana de Girona (GLOBAL 22996) amb lletra de Raquel Galdon[1] — 2n premi del concurs La Sardana de Girona
- Els gegants de Malgrat (2003)
- Homenatge acròstic a Conrad Saló (1998), enregistrada[1] — Premi V Certamen Mollet del Vallès 1998
- Joventut ganxona (2000)
- Malgrat 2000, enregistrada per la Selvatana al D.C. Malgrat, ciutat pubilla (Aiguaviva: Estudi de Gravació 44.1, 2000 ref. CD 000012)[1]

### Publicacions
Galdon ha publicat diversos estudis sobre música a la catedral de Girona, sobre la qual va realitzar la seva tesi doctoral a la Universitat Autònoma de Barcelona.
- Els mestres de capella de la catedral de Girona durant la primera meitat del s. XIX, article a Recerca Musicològica 13 (1998), p 213-222
- La música a la catedral de Girona en la primera meitat del segle (2003)
- "Els organistes que treballaren a la catedral de Girona durant els anys 1800-1805", article a Revista Catalana de Musicologia 2(2004), p. 167-179 Arxivat 2016-03-03 a Wayback Machine.